# Festival de la Canción Menorquina de Alayor
El Festival de la Canción Menorquina de Alayor (1964-1967) es va celebrar per primera vegada l'any 1964, durant les festes de Sant Llorenç. La idea va sorgir quan l'ajuntament d'Alaior va acordar una celebració d'un certamen de cançons relacionades amb Menorca, amb lletra i música originals. Les cançons més votades es presentarien a un festival per tal de guanyar el premi anomenat Ala d'Or. A més, aquestes melodies serien interpretades per dos cantants de les illes. Per una banda, una veu femenina i, per l'altra, una veu masculina.
La primera edició d'aquest festival es va dur a terme el 14 d'agost de 1964 al cinema d'Espanya però, a més, es va enregistrar per Ràdio Barcelona. Aquest any, l'orquestra va ser dirigida per Enric Guasteví i la cançó guanyadora va ser “Un amor en Menorca”. La lletra de la cançó la va compondre Gumersind Riera i la música Deseado Mercadal. Aquesta peça musical va ser interpretada pels cantants Magda Sintes i Santiago Barber.
La segona edició del «Festival de la Canción Menorquina d'Alaior» es va caracteritzar per cançons procedents d'altres regions espanyoles. Un total de 20 cançons d'aquesta secció van ser seleccionades. Aquesta gala la va presentar Mario Beut i l'orquestra Florida de Barcelona va ser dirigida per Deseado Mercadal. En aquesta temporada s'emportà l'Ala d'Or la cançó “Adiós a la isla”. La seva lletra va ser composta per Gumersind Riera i la música per Ortega Monasterio. Aquesta música va ser interpretada per tres cantants: Magda Sintes, M. Sánchez i Los Parranderos.
A continuació hi va tenir lloc el tercer festival, celebrat durant el 12,13 i 14 d'agost de 1966. En aquesta edició hi predominaren especialment compositors de música popular de Madrid i Barcelona. Els més destacats van ser León Borrell i Juan Serracant… entre d'altres. En aquest cas, l'orquestra que hi participà va ser la de Florida, sota la direcció de Jorge Domingo, Dotras Vila i Deseado Mercadal. A més, en aquesta edició hi col·laboraren Ana Faro i Mario Beut com a presentadors. La cançó “Volveremos” va triomfar i és la que guanyà l'Ala d'Or. La seva lletra la va elaborar Arcadi Gomila i la seva música la va escriure Salvador Codina. En aquesta edició va quedar en segon lloc i per primera vegada una cançó en català, titulada; Escolta es vent, cantada per José Maria Planes, amb música de José Luís Ortega Monasterio i lletra de Tòfol Mus Reynés.
Finalment, el darrer i IV festival celebrat l'any 1967 va comptar amb la participació de diversos coneguts en l'àmbit de la cançó. Aquest espectacle, a diferència dels altres, es va poder gaudir a l'aire lliure. Els presentadors d'aquesta edició van ser Luis Pruneda i Rosario Espinosa de los Monteros. En aquest cas, l'orquestra que hi va contribuir va ser la de Meravella, dirigida per Lluís Ferrer.
La cançó premiada amb l'Ala d'Or per aclamació popular va ser “Vuelvo a Menorca” amb lletra de Jesús Gracia, música de Rosario Vilanova i va ser interpretada per la cantant Yolanda i el quartet barceloní format per Francisco Díaz, Joan López, Jesús Gracia y Ricardo Montón, Los Íberos.
En aquest IV festival, entre les cançons finalistes n'hi havia dues en català, "Cançó d'enyorança" i "I ara què?", del compositor, Antoni Parera Fons. La cançó, Escolta es vent, guanyadora de l'edició anterior va ser interpretada per la cantant catalana Jacinta, que intervenia com a convidada.
El resultat d'aquest festival va ser inimaginable i insuperable. Tot i així, consistia amb una gran força de voluntat i responsabilitat per part de l'Ajuntament i dels organitzadors. És per això que es va decidir no repetir-lo. Cal remarcar que els resultats van ser excel·lents i satisfactoris ja que va suposar una gran promoció pel que fa a la música menorquina. I, a més, molts dels intèrprets i participants van aconseguir un cert prestigi i èxit.